# Преображенська Лариса Дмитрівна
Преображенська Лариса Дмитрівна (3 жовтня 1929 Київ - 15 вересня 2009 Москва) — радянська тенісистка і тенісний тренер. Заслужений тренер Росії.
Серед вихованок Преображенської були такі відомі тенісистки як Олена Гранатурова, Юлія Кошеварова, Євгенія Куликівська, Анна Курнікова, Віра Миклашевська, Катерина Макарова, Вікторія Мільвідська, Тетяна Панова.
У 2006 році її ім'я було включено до списків Залу російської тенісної слави.

## Родина
- Батько Горін Дмитро Прокопович (1901-1943) - радянський борець класичного стилю, чемпіон і призер чемпіонатів СРСР, Заслужений майстер спорту СРСР [1].
- Мати і тренер Горіна Антоніна Фердінандівна (1905-1982) - спортсменка (теніс, лижні гонки), тренер (теніс), майстер спорту, входила в десятку найсильніших тенісисток країни [2].